# Don Carlos Buell
Pour les articles homonymes, voir Buell (homonymie).
Don Carlos Buell (23 mars 1818 près de Lowell (Ohio) – 19 novembre 1898 à Rockport (Kentucky)) est un militaire de carrière de l'US Army. Il participe, en tant qu'officier puis officier général, aux guerres séminoles, américano-mexicaine et de Sécession.

## Avant la guerre
Don Carlos Buell naît à Lowell, en Ohio, premier des neuf enfants de Salmon et Elizabeth Buell. Dans sa jeunesse, il participe aux travaux de la ferme familiale, dont il acquiert la valeur de la terre. Après la mort de son père, il part chez son oncle George Buell qui poursuit son éducation. C'est à cette époque qu'il développe un sens rigide du bien et du mal, de la justice et de l'injustice et sa ténacité. Il suit sa scolarité à l'école presbytérienne qui inculque sens moral, égalité et patriotisme. Il fait ses études secondaires à Lawrenceburg jusqu'à seize ans. Il y démontre des aptitudes, notamment en mathématiques.
Grâce à l'influence de son oncle, il parvient à entrer à l'académie militaire de West Point. Il est recommandé par le juge Amos Lane (en), représentant au Congrès. Don Carlos Buell est diplômé de l'académie militaire de West Point en 1841, trente-deuxième sur une promotion de cinquante-deux cadets,,. Il acquiert une réputation de non-conformiste en raison de ses mauvais résultats et de son manque de discipline, ne l'acceptant que difficilement mais gardant en mémoire ses vertus.
Il est breveté second lieutenant le 1er juillet 1841. À l'issue de West Point, il est affecté en Floride pendant les guerres séminoles au sein du 3e régiment d'infanterie. Il participe à des missions de renseignement dans les marais de Floride, mais ne participe pas à des engagements importants pendant cette période.
Au printemps 1843, il est affecté à Saint-Louis dans le Missouri. Un premier incident avec un homme survient lorsqu'il le frappe avec son sabre plusieurs fois à la tête. Buell est jugé et reconnu non coupable de conduite non officielle. La décision du jugement est controversée, et le général Winfield Scott demande qu'il soit rejugé mais la cour refuse de le faire.
Lorsque la guerre américano-mexicaine éclate, il participe aux combats à Palo Alto et Resaca de la Palma. Il est breveté capitaine le 23 septembre 1846 pour bravoure et service méritant lors de la bataille de Monterrey, ayant impressionné le général David Twiggs. Il est promu premier lieutenant le 18 juin 1846. Il assure les fonctions d'adjudant du régiment du 15 février 1847 au 25 janvier 1848. Il est blessé lors de la bataille de Churubusco, mais reste sur le champ de bataille et reconnaît les positions ennemies. Il est breveté commandant pour bravoure et conduite méritoire lors des batailles de Contreras et de Churubusco. Un de ses camarades lieutenant dit de lui : « je n'ai jamais connu un homme, sauf un, dont je pense qu'il soit absolument ignorant de ce dont il doit avoir peur. Cet homme, c'est Buell, qui je suis certain était l'homme le plus brave qu'il m'ait été permis de connaître. »
Il est breveté capitaine le 15 janvier 1848.
À l'automne 1851, il épouse Margaret Hunter Mason, veuve du brigadier général Richard B. Mason. Après la guerre, il est affecté à Washington.
Il participe à la guerre de l'Utah.

## Guerre de Sécession
Il est breveté commandant le 25 février 1861. Il est promu lieutenant colonel le 11 mai 1861. Il est nommé brigadier général des volontaires le 17 mai 1861.

Durant l'été 1861, il aide à la formation des volontaires de l'armée du Potomac après la déroute de la première bataille de Bull Run. Le 9 novembre 1861, il prend le commandement du département de l'Ohio, responsable des opérations dans le Kentucky et le Tennessee,. Il remplace à ce poste William T. Sherman, alors que Halleck succède à Fremont. À ce moment, la situation au Kentucky semble critique : un gouvernement provisoire a été établi par les confédérés à Russelville. Buell dit de la situation : 

« l'élément de l'Union était réduit, pour une grande part, au vieux hommes ; que la masse des jeunes hommes était sur le point de rejoindre la cause rebelle, et rien sauf un extraordinaire effort physique et un management judicieux ne pouvait sécuriser l'État du vortex que l’excitation de la révolution emportait avec elle. »

Il rétablit néanmoins rapidement la confiance en l'Union au sein de l'État. Il doit une partie de sa popularité à cette période dans le fait qu'il est unioniste mais pas abolitionniste. Buell commande une quarantaine de régiments soit environ 27 000 hommes, mais ceux-ci manquent d'armes, de discipline. Par ailleurs, il n'y a pas de moyen de transport pour mener une campagne. Néanmoins, le gouvernement le pousse à avancer dans l'est du Tennessee. Compte tenu de la situation, il estime avoir besoin de 20 000 hommes pour partir vers l'est du Tennessee, dont 10 000 qui agiraient en tant que réserves à la garde des lignes de ravitaillement. Il propose plutôt de prendre Bowling Green et de poursuivre vers Nashville.
Alors qu'Ulysses S. Grant prend les forts Henry et Donelson, Buell occupe, en février 1862, Bowling Green au Kentucky et Nashville dans le Tennessee, sans avoir rencontré beaucoup de résistance.

Lors de l'occupation de Nashville, Buell publie l'ordre général 13a qui vise à protéger les biens des civils : 

« Les citoyens pacifiques, quelles que soient leurs sympathies, ne seront pas molestés dans leur personne ou leur propriété. La propriété privée pourra être utilisée pour un usage public lorsque la nécessité militaire le requerra mais seulement avec une compensation adéquate pour le propriétaire. »

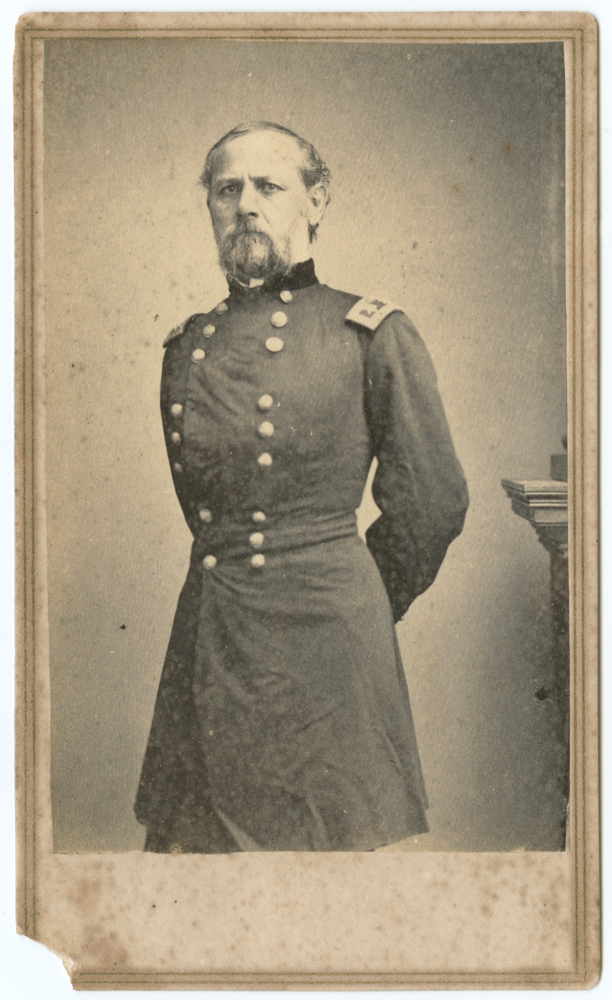
Don Carlos Buell.

Il est promu major général des volontaires le 21 mars 1862.
L'offensive fédérale au Kentucky et dans l'est du Kentucky est brusquement stoppée par l'offensive de l'armée du Mississippi du général confédéré Albert Sidney Johnston à Shiloh. À l'issue de la première journée de combat, l'armée de l'Ohio de Buell fait sa jonction avec l'armée du Tennessee commandée par Grant.
Le 2 mai 1862, John B. Turchin occupe Athens, Alabama, réunit ses hommes et leur annonce : « Je ferme les yeux pendant deux heures. Je ne vois rien. » Les soldats mettent alors à sac la ville. Buell charge en conséquence le colonel Turchin, mais finalement il ne sera pas inquiété. Buell apprend même que Turchin a été promu brigadier général des volontaires alors qu'il ne l'avait pas proposé. Pendant deux semaines, Buell se déplace entre Corinth vers Chattanooga, avance qu'Halleck juge top lente. Lors de sa progression Buell répare notamment la ligne de chemin de fer de Nashville et Chattanooga. Néanmoins, les efforts de Buell sont réduits à néant par Forrest à la mi-juillet et Morgan en août. Il est promu colonel le 17 juillet 1862.
Le 8 octobre 1862, lors de la bataille de Perryville, Buell stoppe la progression de Bragg dans le Kentucky, mettant fin à la tentative de rétablissement de la Confédération dans le Kentucky. Néanmoins, il échoue à poursuivre l'armée de Bragg ce qui lui vaut des reproches. De plus comme McClellan, Buell émet des réserves quant à un acte d’émancipation. Il est alors relevé de son commandement le 24 octobre 1862.
Il est alors accusé de tactique dilatoire. Néanmoins, la commission d'investigation ne donne aucune recommandation. Il attend alors pendant plus d'une année de recevoir des ordres, mais en vain.
Il quitte le service actif des volontaires le 23 mai 1864. Il démissionne le 1er juin 1864.

## Après la guerre
Buell se retire dans la vie civile. Il travaille alors dans une mine de charbon et une forge d'acier au Kentucky. Entre 1885 et 1889, il est agent des pensions du gouvernement.
Il meurt chez lui et est enterré dans le cimetière Bellefontaine à Saint-Louis.